# Ripipteryx insignis
Ripipteryx insignis is een rechtvleugelig insect uit de familie Ripipterygidae. De wetenschappelijke naam van deze soort is voor het eerst geldig gepubliceerd in 1937 door Chopard.